# Liste der Monuments historiques in Perrancey-les-Vieux-Moulins
Die Liste der Monuments historiques in Perrancey-les-Vieux-Moulins führt die Monuments historiques in der französischen Gemeinde Perrancey-les-Vieux-Moulins auf.

## Liste der Immobilien
| Bezeichnung         | Beschreibung            | Standort                                 | Kennzeichnung | Schutzstatus | Datum | Bild           |
| ------------------- | ----------------------- | ---------------------------------------- | ------------- | ------------ | ----- | -------------- |
| Kirche St-Sébastien | ab dem 13. Jahrhundert  | Perrancey, Grande Rue (Lage)             | PA00079181    | Inscrit      | 1925  | weitere Bilder |
| Friedhofskreuz      | aus dem 15. Jahrhundert | Vieux-Moulins, rue de Roche-Belin (Lage) | PA00079182    | Inscrit      | 1925  |                |

## Liste der Objekte
| Bezeichnung                  | Beschreibung                                                                                 | Standort                                     | Kennzeichnung | Schutzstatus | Datum | Bild |
| ---------------------------- | -------------------------------------------------------------------------------------------- | -------------------------------------------- | ------------- | ------------ | ----- | ---- |
| Skulptur Heilige Barbara     | Stein, farbig gefasst, Anfang des 16. Jahrhunderts                                           | Perrancey, in der Kirche St-Sébastien (Lage) | PM52000993    | Classé       | 1965  |      |
| Skulptur Johannes der Täufer | Kalkstein, Ende des 16. Jahrhunderts                                                         | Perrancey, in der Kirche St-Sébastien (Lage) | PM52001662    | Inscrit      | 1974  |      |
| Hauptaltar                   | Altartisch, Retabel und Wandvertäfelung; Holz, farbig gefasst und vergoldet, 18. Jahrhundert | Perrancey, in der Kirche St-Sébastien (Lage) | PM52000992    | Classé       | 1965  |      |